# Tetraktys

Tetraktys

Tetraktys je "magický" soubor či posloupnost čísel 1, 2, 3, 4, který byl zaveden pýthagorejci. Ti využívali tetraktys k vybudování a vysvětlení celého světa. Jejich součet dává magickou desítku, která u pýthagorejců značila dokonalost boží. Z tetraktys lze rovněž odvodit základní harmonické poměry: 1:2 – oktáva, 2:3 – kvinta a 3:4 – kvarta. 